# 1997 في كندا
فيما يلي قوائم الأحداث التي وقعت خلال عام 1997 في كندا.

## سياسة

### انتهاء فترة المنصب
- 2 يونيو – ستيفن هاربر عضو مجلس العموم الكندي.

## رياضة
- 15 يونيو – جائزة كندا الكبرى 1997 الفائز مايكل شوماخر.

## أفلام
من الأفلام التي صدرت هذه السنة في كندا:
- 1 يناير – أربع نساء من مصر من إخراج تهانى راشد (صانع أفلام).
- 1 يناير – مكعب من إخراج فينتشنزو ناتالي.

## برامج ومسلسلات وأنمي
- مغامرات فريد
- بيبي الشقية

## مواليد

### فبراير
- 5 فبراير – فرانسواز أبندا لاعبة كرة مضرب كندية.
- 23 فبراير – جمال موراي لاعب كرة سلة كندي.

### أكتوبر
- 31 أكتوبر – هولي تايلور ممثلة كندية.

## وفيات

### يناير
- 12 يناير – تشارلس هوغنس (مواليد 1901)

### نوفمبر
- 25 نوفمبر – جون ريجنالد ريتشاردسون (مواليد 1912) فيزيائي كندي.